# Дворец Почётного легиона
Дворец Почётного легиона, или Дворец ордена Почётного легиона (фр. Palais de la Légion d’honneur) — парижский дворцовый комплекс в стиле зрелого классицизма, расположенный на левом берегу Сены напротив садов Тюильри, рядом с музеем Орсе. Во дворце находятся штаб-квартира ордена Почётного легиона и музей военных орденов Франции.

## История и описание
Дворец был выстроен в 1782—1787 годах для князя Фридриха III Сальм-Кирбургского как городская резиденция (hôtel) рода Сальмов. Проект архитектора Пьера Руссо вызвал восхищение Томаса Джефферсона (американского посла во Франции), который использовал его при проектировании собственной усадьбы Монтичелло.
Во время Великой французской революции князь Сальмский был казнён, а его дворец сначала конфискован в казну, а потом возвращён кредиторам в уплату колоссальных долгов покойного. В эпоху Директории особняк был арендован для проведения заседаний т. н. Сальмского клуба во главе с мадам де Сталь. После основания Наполеоном ордена Почётного легиона отель де Сальм был выкуплен в 1804 году государством, дабы служить резиденцией великого канцлера ордена и местом проведения торжественных мероприятий.
В начале XIX века дворец был расширен и переоборудован в стиле ампир под руководством Антуана Пейра. При Наполеоне III к нему был пристроен новый корпус вдоль по проложенной рядом улице Сольферино. Во время Парижской коммуны (23 мая 1871) дворец был сожжён коммунарами, но затем быстро восстановлен по инициативе дивизионного генерала Жозефа Винуа, тогдашнего великого канцлера ордена, благодаря подписке среди членов Почётного легиона и военных.
В 1922—1925 годах году крыло дворца, в котором ранее располагались конюшни, было перестроено в музей великим канцлером того времени, дивизионным генералом Ивоном Дюбаем. В те же годы в парке Линкольна (англ.) в Сан-Франциско выстроена реплика дворца (англ.), получившая то же самое имя; ныне там помещается Музей изобразительных искусств Сан-Франциско. Ещё одна копия парижского дворца (фр.), увеличенная вдвое, была выстроена в парижском пригороде Рошфор-ан-Ивелин (фр.) по заказу Жюля Поржеса (фр.).

## Галерея

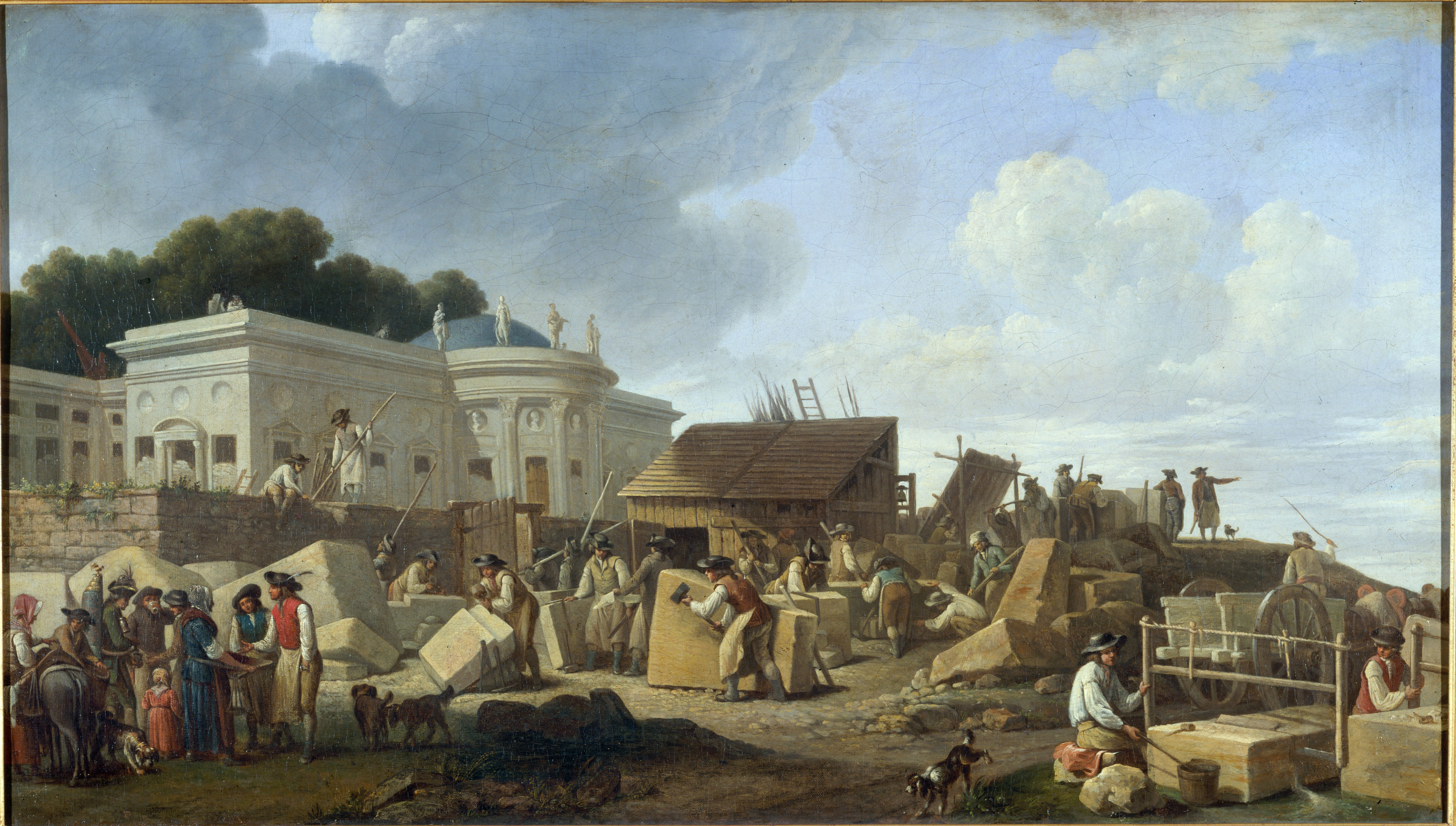
Неизвестный художник. Строительство дворца Сальм. Музей Карнавале, Париж.
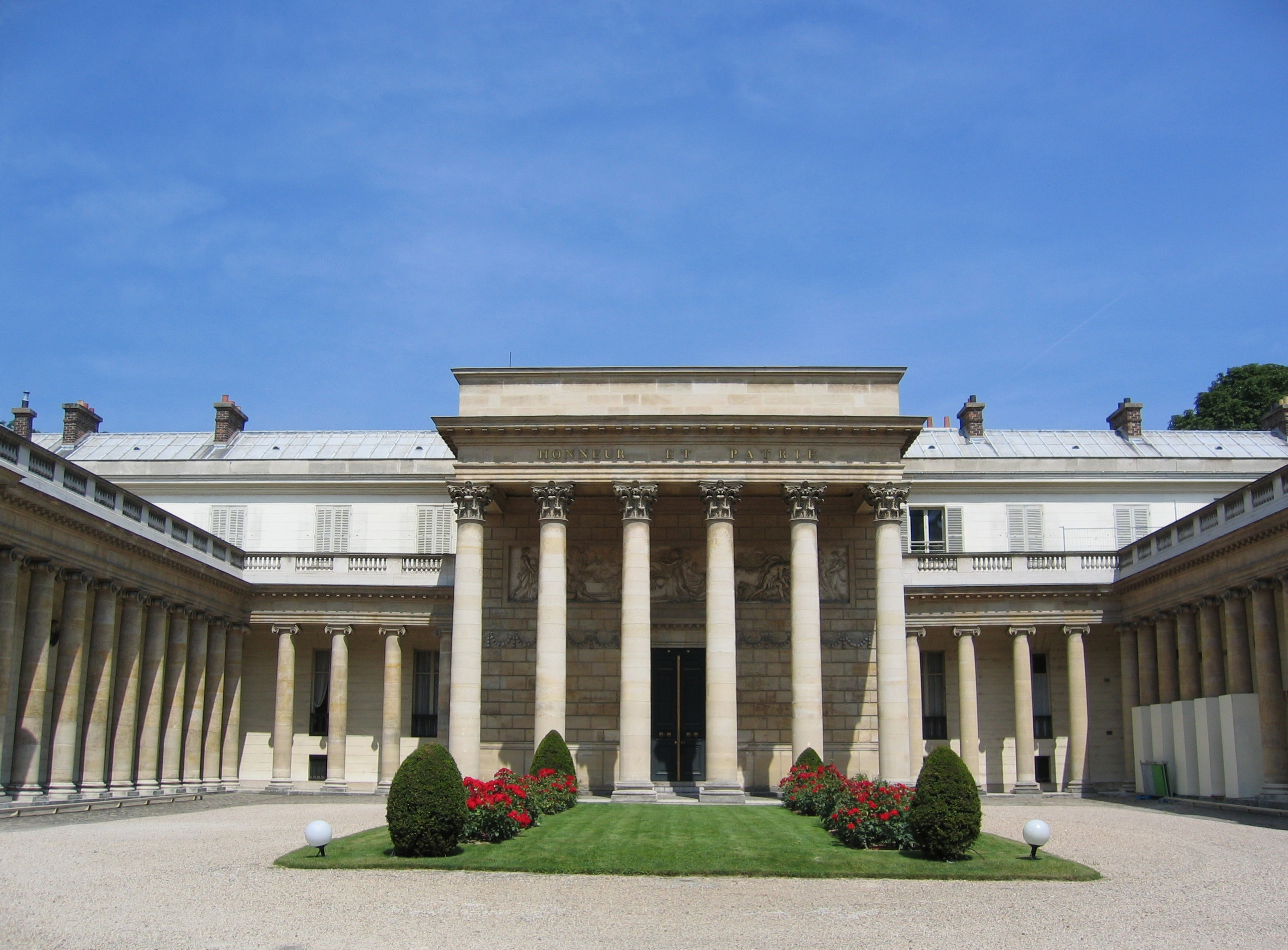
Курдонёр дворца Сальм в Париже
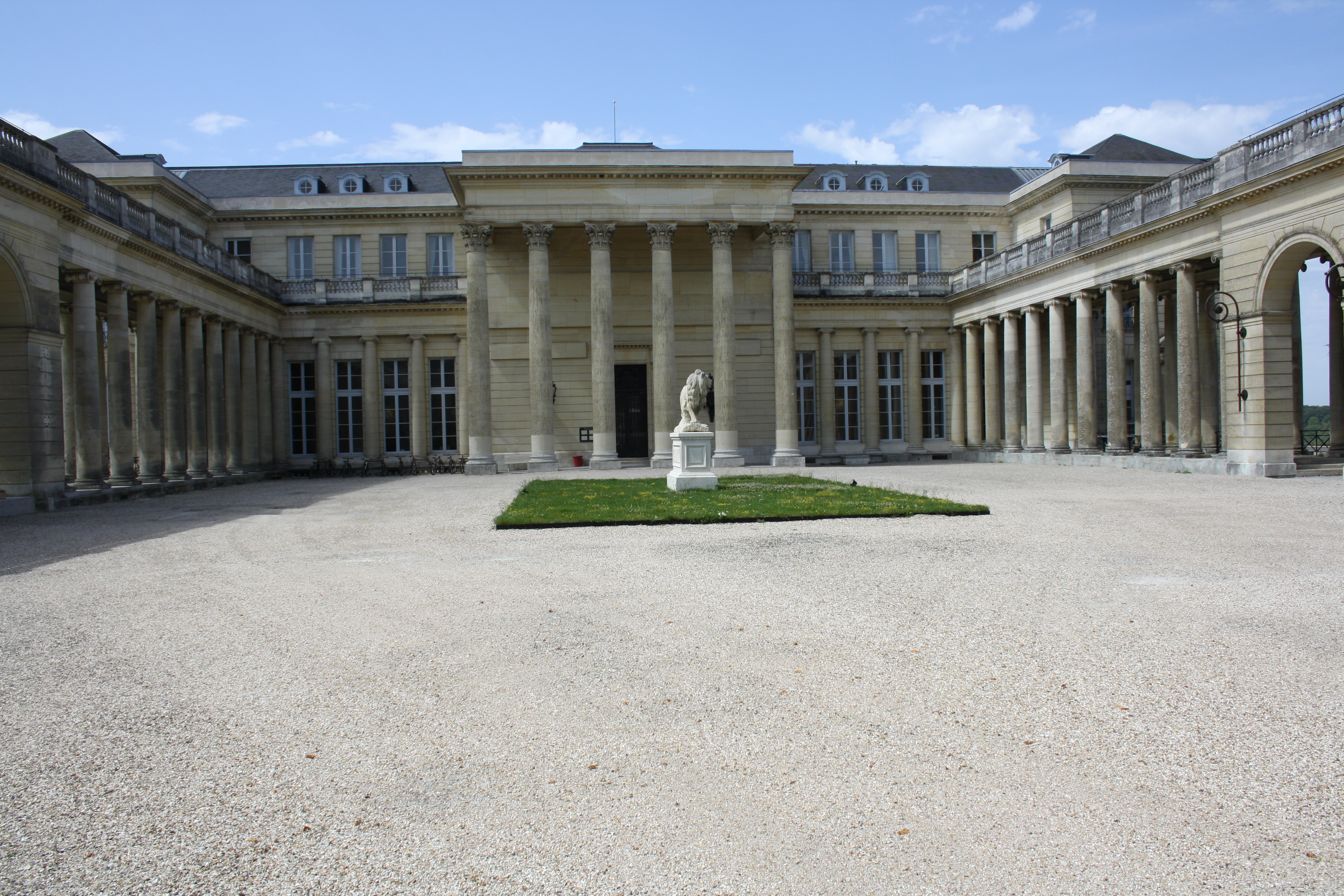
Курдонёр дворца Поржеса (фр.) в Рошфор-ан-Ивелин
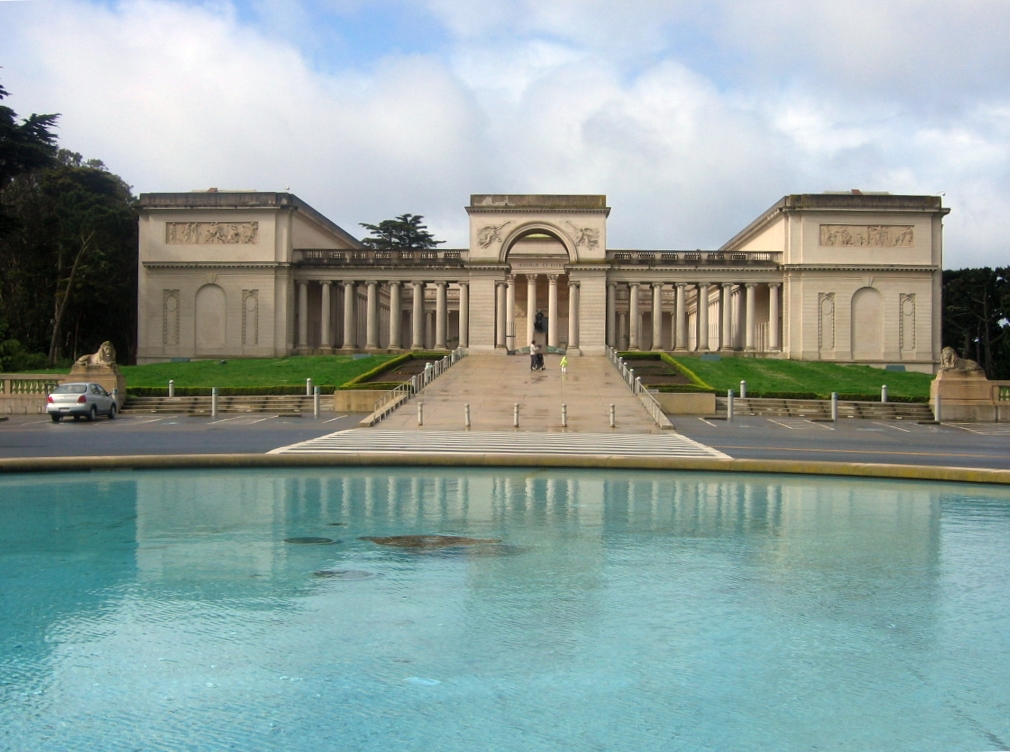
Дворец Почётного легиона в Калифорнии